# Reinhart Heppner

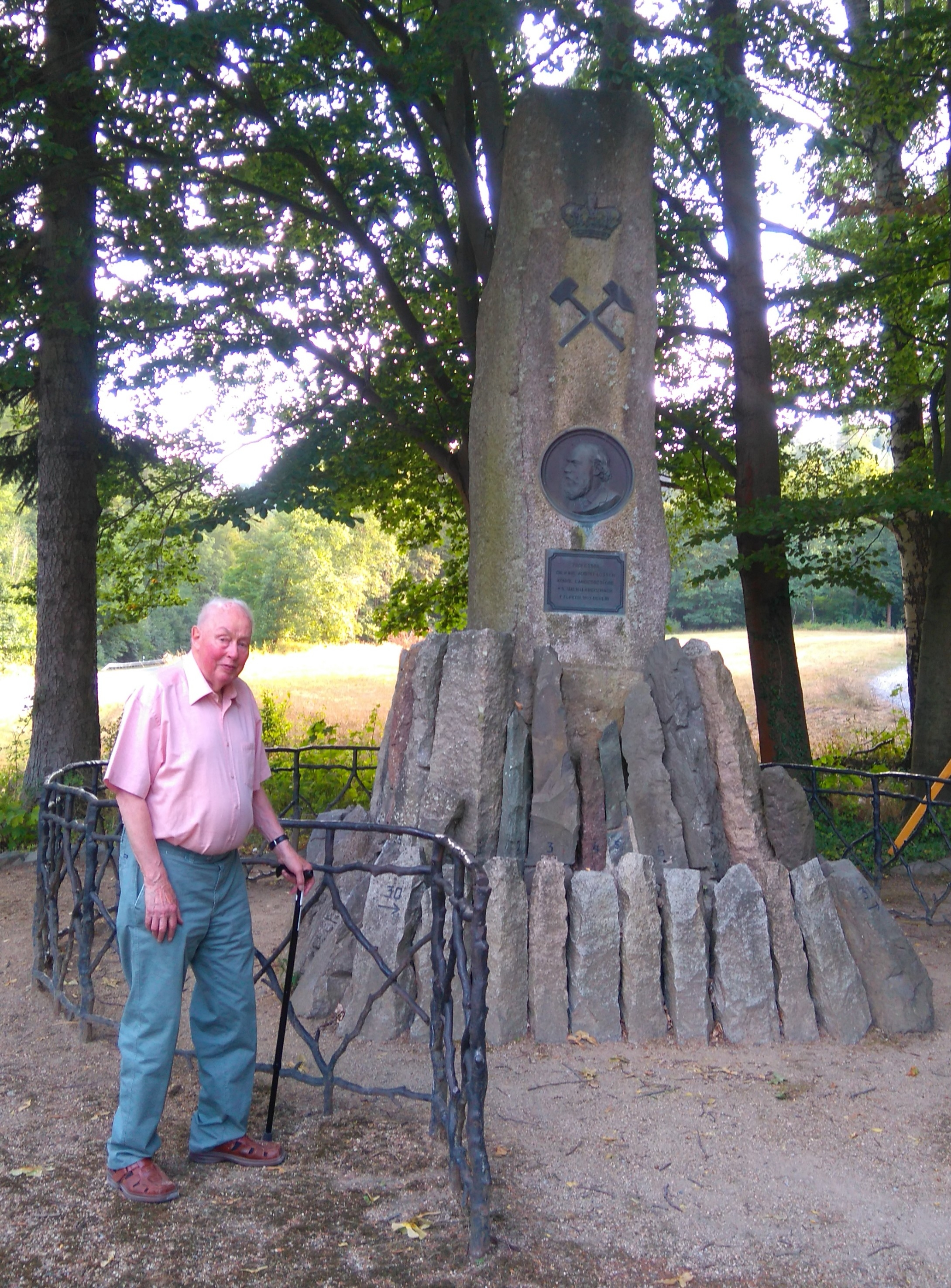
Reinhart Heppner am Lossen-Denkmal in Wernigerode, 2018

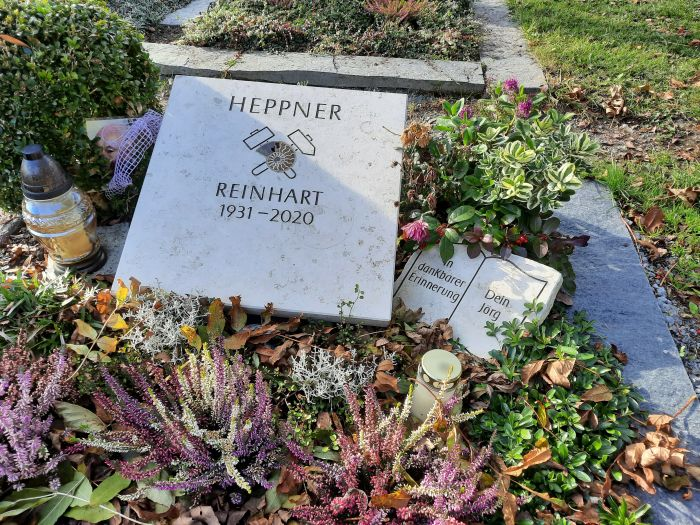
Grab auf dem Friedhof in Raschau, 2021

Reinhart Heppner (* 5. November 1931 in Meißen; † 30. Mai 2020 in Breitenbrunn/Erzgeb.) war ein deutscher Geologe und Heimatforscher.

## Leben
Reinhart Heppner nahm nach dem Zweiten Weltkrieg eine geologische Ausbildung an der Bergakademie Freiberg auf, die er mit dem Erlangen des akademischen Grades eines Diplom-Geologen abschloss. Außerdem absolvierte Heppner ein Fernstudium in Leipzig mit dem Abschluss als Pädagoge. Er erhielt eine Anstellung als Lehrer in der Betriebsberufsschule „Martin Hoop“ im damaligen Johanngeorgenstädter Stadtteil Neuoberhaus und arbeitete dann als wissenschaftlicher Mitarbeiter der Zentralstelle für das sozialistische Bildungswesen des Ministeriums für Geologie in der DDR.
Neben seiner Tätigkeit als Geologe und Leiter der Betriebssportgruppe des Deutschen Verbandes für Wandern, Bergsteigen und Orientierungslauf (DWBO) im VEB Modesta Johanngeorgenstadt galt sein Interesse bereits frühzeitig der Heimat- und Montangeschichte des sächsisch-böhmischen Erzgebirges. Zwischen 1993 und 2013 legte er mehrere Sachbücher zu diesem Thema vor. In seiner Funktion als Hauptwegewart des Erzgebirgsvereins und Gründungsmitglied der Bergknappschaft Johanngeorgenstadt regte er gemeinsam mit Günther Adler die Anlegung des grenzüberschreitenden Anton-Günther-Weges an. Heppner galt als einer des besten Kenner des westlichen Erzgebirges dies- und jenseits der Grenze. Ferner widmete er sich in seinen Schriften auch dem Steinwald in Franken und dem Kaiserwald in Böhmen, die er als aktiver Wanderer ausgiebig erkundet hatte.
Heppner war verheiratet und Vater mehrerer Kinder. Er lebte in den 1990er Jahren in Rittersgrün, wo er sich als Wanderwart im Erzgebirgszweigverein und im Partnerschaftskomitee Rittersgrün engagierte. Zuletzt lebte er  in Raschau. Er starb am 30. Mai 2020 im Breitenbrunner Ortsteil Erlabrunn und wurde auf dem Friedhof in Raschau beigesetzt.

## Werke
- Über ein Silurgeschiebe aus der städtischen Kiesgrube Malchin (Mecklenburg). In: Geologie, Bd. 11 (1962), 4, S. 495–497.
- Abschlußbericht der Kartierungsbohrung Darßer Ort 1/60, Mbl. Prerow Nr. 1541. In: Zentrales Geologisches Institut, Wissenschaftlich-technischer Informationsdienst, Bd. 4 (1963), 1, S. 4.
- (mit Manfred Petzka): Geologie. Lehrmaterial für die Ausbildung der Tiefbohrfacharbeiter. Berlin 1964. DNB 367498200
- Methodische Hilfe Dokumentation Geologischer Aufschlüsse: Geologiefacharbeiter. Johanngeorgenstadt 1983.
- (mit Jörg Brückner, Kurt Burkhardt, Roland Stutzky): Das Schwarzwassertal vom Fichtelberg zur Zwickauer Mulde in historischen Ansichten. Horb am Neckar 1993 (2. überarb. Aufl. 1995, 3. Aufl. 1997). ISBN 978-3-89264-770-6
- (mit Jörg Brückner, Helmut Schmidt): Sächsisch-böhmische Aussichtsberge des westlichen Erzgebirges in Wort und Bild mit touristischen Angaben. Horb am Neckar 2000 (2. überarb. Aufl. 2001). ISBN 978-3-89570-593-9
- (mit Manfred Richter): Historischer Lehrpfad. Historischer Rundgang durch die Gemeinde Rittersgrün. Rittersgrün 2002.
- Herbstausflug in den Kaiserwald. In: Wir am Steinwald, Jahres-Schriftenreihe der Gesellschaft Steinwaldia Pullenreuth e. V. 13 (2006), S. 121–127.
- Der Aussichtsturm auf dem Schönfelder Berg. In: Wir am Steinwald, Jahres-Schriftenreihe der Gesellschaft Steinwaldia Pullenreuth e. V. 13 (2006), S. 127–130
- (mit Jörg Brückner): Ausgewählte Aussichtsberge des sächsisch-böhmischen Erzgebirges. Horb am Neckar 2007. ISBN 978-3-86595-206-6
- Durch das Schwarzwassertal zum Fichtelberg in früheren Tagen für Besucher und Einheimische. Horb am Neckar 2009. ISBN 978-3-86595-347-6
- (mit Hans-Jürgen Knabe) Vom Raschauer Talkessel aufwärts zu den Siedlungen an der Grenze zu Sachsen und Böhmen. Horb am Neckar 2013. ISBN 978-3-86595-515-9